# 가을의 대사각형

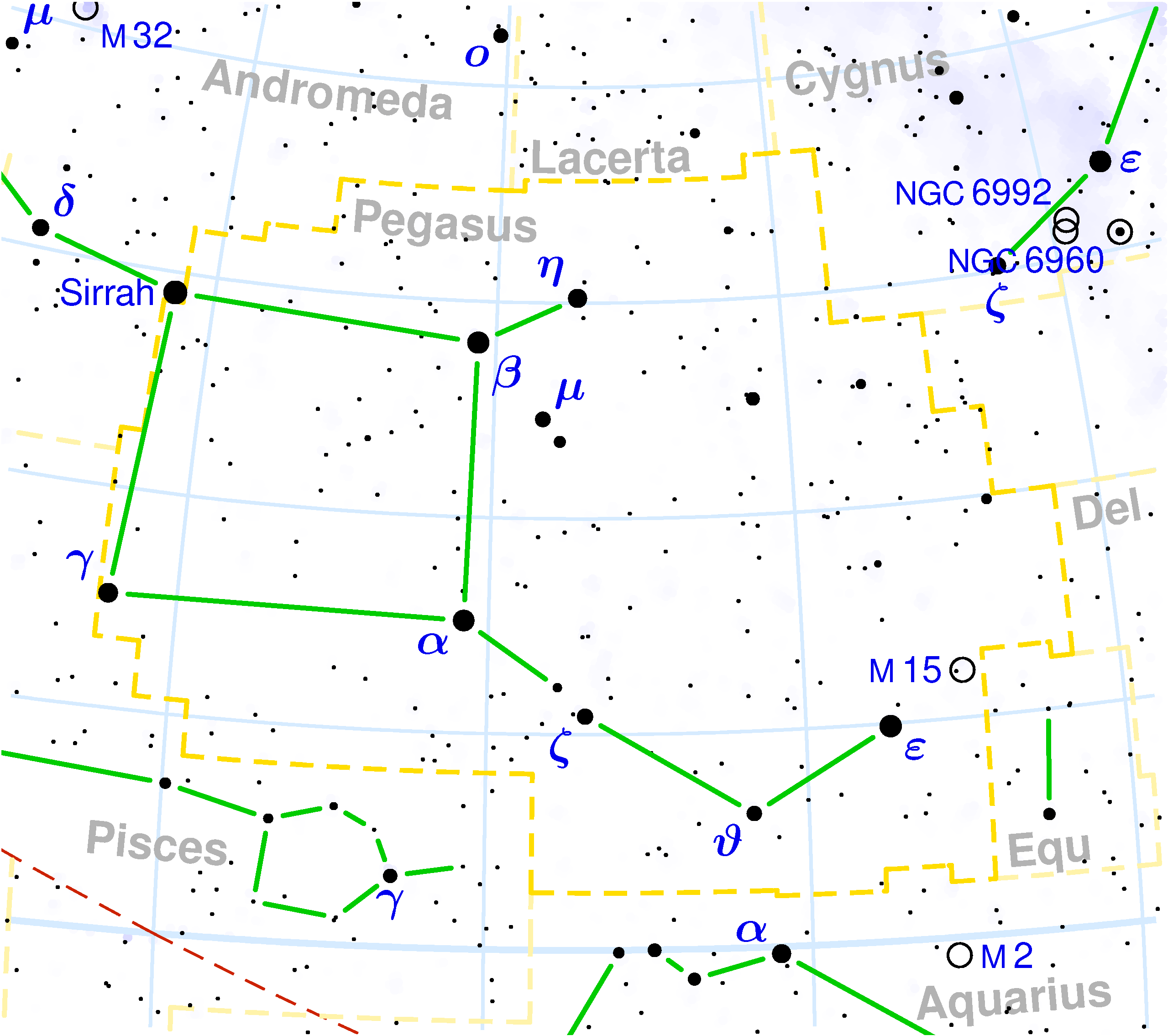
페가수스자리

가을의 대사각형은 페가수스자리의 α별 마르카브, β별 쉬트, γ별 알게니브와 안드로메다자리 α별 알페라츠를 이은 사각형이다. 상대적으로 어둡기는 하지만 찾기가 쉬워 가을철 별자리 찾기의 길잡이로 이용된다. 알페라츠도 원래 페가수스자리의 별이었기에 페가수스의 사각형이라고도 한다.

## 같이 보기
- 봄의 대곡선
- 여름의 대삼각형
- 겨울의 대삼각형